# John Deere
John Deere, marka poljoprivredne mehanizacije koji proizvodi američka kompanija Deere & Company. U svom proizvodnom programu imaju traktore, kombajne, silažne kombajne, utovarivače, diesel motore, kosilice i dr., a građevinsku mehanizaciju prodaju pod imenom Deere. Kompaniju je 1889 godine osnovao John Deere u gradu Grand Depart, savezna država Illinois. Sjedište je kasnije premješteno u grad Moline.
Osim mehanizacije bave se i pružanjem financijskih usluga.
Kompanija je na Fortune 500 listi u 2013. zauzela 111. mjesto u svijetu.

## Povijest
Deere & Company je osnovana 1837., kada se John Deere preselio u Grand Deour i ovorio trgovinu kojoj je prodavao razne alate, obavljao razne popravke te proizvodio ručne alate poput vila i lopata. Ono što ga je izdvojilo od ostalih je bila proizvodnja i prodaja plugova od lijevanog željeza. Do tada su se koristili željezni i drveni plugovi. Deere je 1842. ušao u partnerstvo s Leonardom Andrusom te su kupili zemlju i izgradili tvornicu uz rijeku Rock u Illinoisu. Tvornica imena "L. Andrus Plough Manufacturer" je proizvela 100 plugova 1842., a godinu kasnije su proizveli 400 plugova. Partnerstvo s Andrusom je završilo 1848. kada se Deere preselio u Moline kako bi imao pristup željeznici i rijeci Mississippi. Tu su Deereu partneri bili Robert Tate i John Gould. Izgradili su novu tvornicu za proizvodnju plugova i 1849. je kompanija Deere, Tate & Gould Company proizvodila 200 plugova mjesečno.
Deere je 1853. otkupio udjele od partnera i postao jedini vlasnik tvornice. Te godine se u posao uključio i njegov sin, Charles Deere, a osim plugova proizvodnja se proširila i na vagone za kukuruz i kultivatore. Rast proizvodnje je nastavljen pa su 1857. proizvodili preko 1100 raznih strojeva na mjesec. Nacionalna financijska kriza 1858. je ugrozila poslovanje kompanije pa je John Deere proveo reorganizaciju i prodao udjele svome sinu i zetu. Kompanija je prošla kroz novu reorganizaciju 1868. i od tada posluje pod imenom Deere & Company. 
Početkom 20. stoljeća konkurencija u proizvodnji poljoprivredne mehanizacije se pojačala pa je i kompanija Deere & Company morala proširiti svoje poslovanje u proizvodnju traktora. Proizveli su nekoliko vlastitih eksperimentalnih modela ali su na kraju 1918. ipak odlučili kupiti kompaniju Waterloo Gasoline Engine Company, koja je već imala uhodanu proizvodnju traktora pod imenom Waterloo Boy. Proizvodnju su zadržali u mjestu Waterloo, Iowa. Nastavili su prodavati traktore pod imenom Waterloo Boy do 1923. kada je predstavljen John Deere Model D. I danas kompanija većinu svojih traktora proizvodi u istom gradu.
Godine 1956. su kupili njemačkog proizvođača traktora Heinrich Lanz AG.
Kompanije se konstantno razvijala i rasla sve naredne godine da bi 2014. dosegnuli 67.000 zaposlenih od kojih polovica radi u SAD-u i Kanadi,. Deere & Company je najveća kompanija za proizvodnju poljoprivredne mehanizacije u svijetu.

## Proizvodni program

### Traktori
U 2014. Deere & Company proizvodi sljedeće traktore:
| Serija                               | Snaga u kW (KS)          | Broj cilindara | Obujam u l  | Masa u kg        |
| ------------------------------------ | ------------------------ | -------------- | ----------- | ---------------- |
| Serija 5                             |                          |                |             |                  |
| 5055E - 5095E                        | 40,5 (55) do 70 (95)     | 3 ili 4        | 2,9 ili 4,5 | 3.100            |
| 5080G - 5090GH                       | 61,1 (80) do 67,1 (90)   | 4              | 3,4         | 3.165 do 3.195   |
| 5080GF/GV - 5100GF/GV                | 59 (80) do 74 (100)      | 4              | 4,5         | 2.715 do 2.895   |
| 5075GL - 5085GL                      | 57 (75) do 65 (85)       | 4              | 3,2         | 2.670            |
| 5075M - 5115M                        | 55 (75) do 85 (115)      | 3 ili 4        | 2,9 ili 4,5 | 3.900            |
| Serija 6                             |                          |                |             |                  |
| 6090MC - 6110MC                      | 66 (90) do 81 (110)      | 4              | 4,5         | 4.700            |
| 6115M - 6170M                        | 85 (115) do 125 (170)    | 4 ili 6        | 4,5 ili 6,8 | 5.210 do 7.105   |
| 6090RC - 6110RC                      | 66 (90) do 81 (110)      | 4              | 4,5         | 5.000            |
| 6105R - 6210R                        | 77 (105) do 154 (210)    | 4 ili 6        | 4,5 ili 6,8 | 5.540 do 7.400   |
| Serija 7                             |                          |                |             |                  |
| 7210R - 7310R                        | 154,5 (210) do 228 (310) | 6              | 6,8 ili 9,0 | 10.425 do 10.816 |
| Serija 8                             |                          |                |             |                  |
| 8260R - 8370R (Cestovni traktor)     | 190 (260) do 270 (370)   | 6              | 9,0         | 13.003           |
| 8320RT - 8370RT (Traktor gusjeničar) | 235 (320) do 272 (370)   | 6              | 9,0         | 15.948           |
| Serija 9                             |                          |                |             |                  |
| 9410R - 9560R (Zglobni traktor)      | 302 (410) do 412 (560)   | 6              | 13,5        | 17.264 do 18.842 |
| 9410RT - 9560RT (Traktor gusjeničar) | 338 (460) do 412 (560)   | 6              | 13,5        | 20.371           |

### Kombajni
U 2014. Deere & Company proizvodi sljedeće kombajne:
| W-Serija |             |           |                 |
| W540     | 4,3 do 10,7 | 191 (260) | 8.000 do 10.000 |
| W550     | 4,3 do 10,7 | 224 (305) | 8.000 do 10.000 |
| W640     | 4,3 do 10,7 | 250 (340) | 9.000 do 11.000 |
| W650     | 4,3 do 10,7 | 273 (371) | 9.000 do 11.000 |
| T-Serija |             |           |                 |
| T550     | 4,3 do 10,7 | 224 (305) | 8.000 do 10.000 |
| T560     | 4,3 do 10,7 | 273 (371) | 10.000          |
| T660     | 4,3 do 10,7 | 273 (371) | 9.000 do 11.000 |
| T670     | 4,3 do 10,7 | 317 (431) | 11.000          |
| S-Serija |             |           |                 |
| S660     | 4,3 do 10,7 | 272 (370) | 10.600          |
| S670     | 4,3 do 10,7 | 317 (431) | 10.600          |
| S680     | 4,3 do 10,7 | 402 (547) | 14.100          |
| S690     | 4,3 do 10,7 | 460 (626) | 14.100          |